# Materno Giribaldi
Materno Giribaldi (Asti, 18 luglio 1870 – San Paolo, 17 settembre 1951) è stato uno scultore italiano che iniziò la sua carriera nell'ambiente della scapigliatura milanese, come allievo e stretto collaboratore di Ernesto Bazzaro (1859-1937).

## Biografia
Materno Gaetano Giribaldi è nato ad Asti il 18 luglio 1870. All'età di 14 anni si iscrive all'Accademia di Belle Arti di Brera, dove si diploma nel 1890. Come allievo e stretto collaboratore dello scultore Ernesto Bazzaro (1859-1937), visse nell'ambiente della scapigliatura milanese. Dopo periodi a Parigi e Boston, torna a Milano e partecipa a varie mostre — le Triennali di Milano, l'Esposizione Generale Italiana (Torino, 1898) e l'Esposizione Nazionale di Belle Arti (Milano, 1906) — oltre che a concorsi per monumenti pubblici. In questo periodo l'influenza di Leonardo Bistolfi (1859-1933) sulla sua opera diventa evidente. 
Nel 1907, Giribaldi tornò nella sua città natale, Asti, dove realizzò monumenti pubblici, busti e opere funerarie e insegnò, per diciassette anni, alla Scuola Municipale di Arti e Mestieri. Nel 1922, poco dopo la sua vittoria al concorso per il Monumento ai Caduti, da erigere ad Asti, il risultato fu annullato in aderenza al parere della sessione regionale del Partito Nazionale Fascista. 
Nel 1925, decise poi di emigrare in Brasile e prese la cattedra di modellazione e plastica al Liceo di Arti e Mestieri di San Paolo, precedentemente tenuta da Amedeo Zani (1869-1944). È morto il 17 settembre 1951, all'età di 81 anni.

## Galleria d'immagini

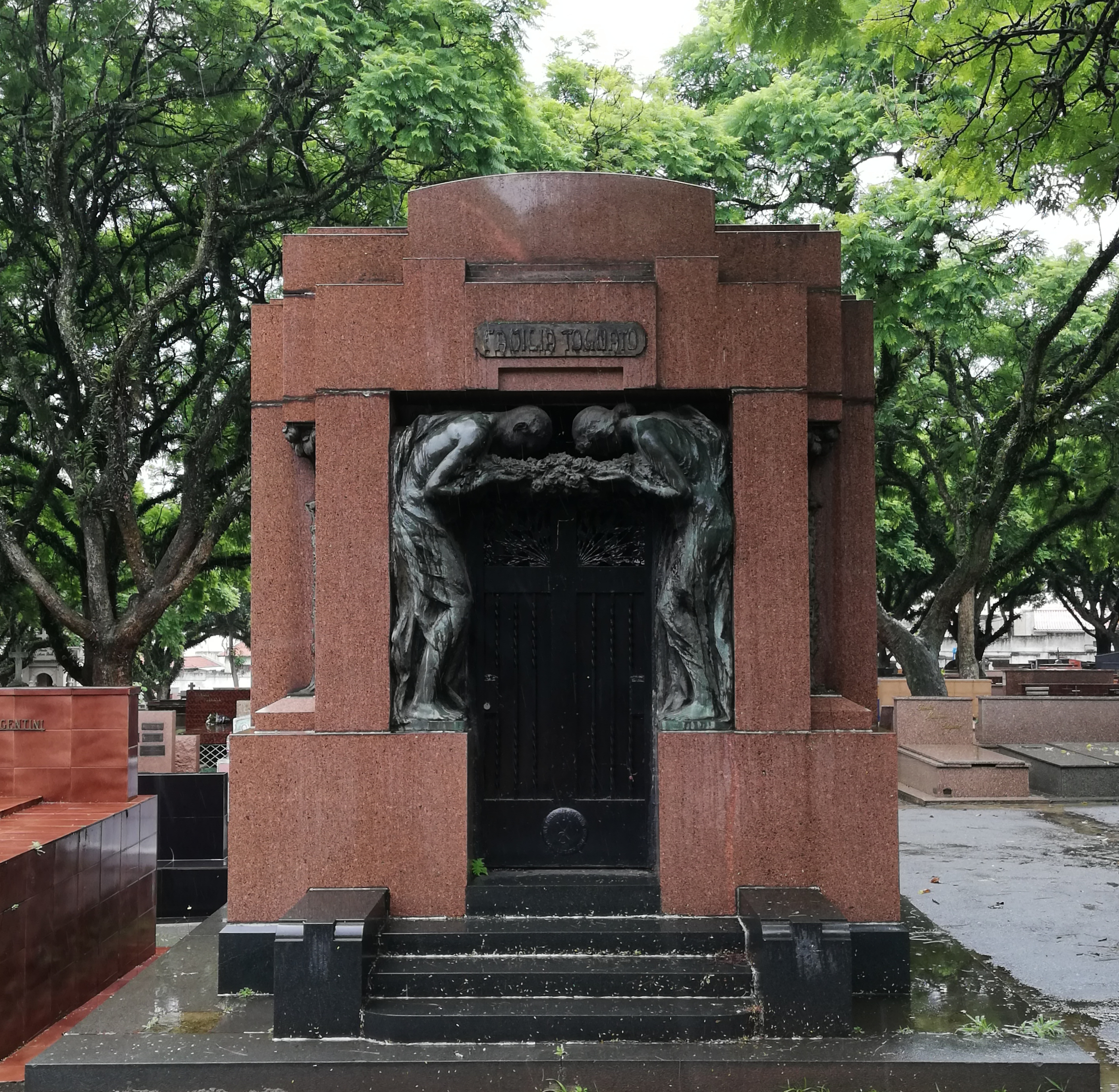
Mausoleo della Famiglia Tognato (1935) - Cimitero di Sant'Andrea (San Paolo/Brasile)
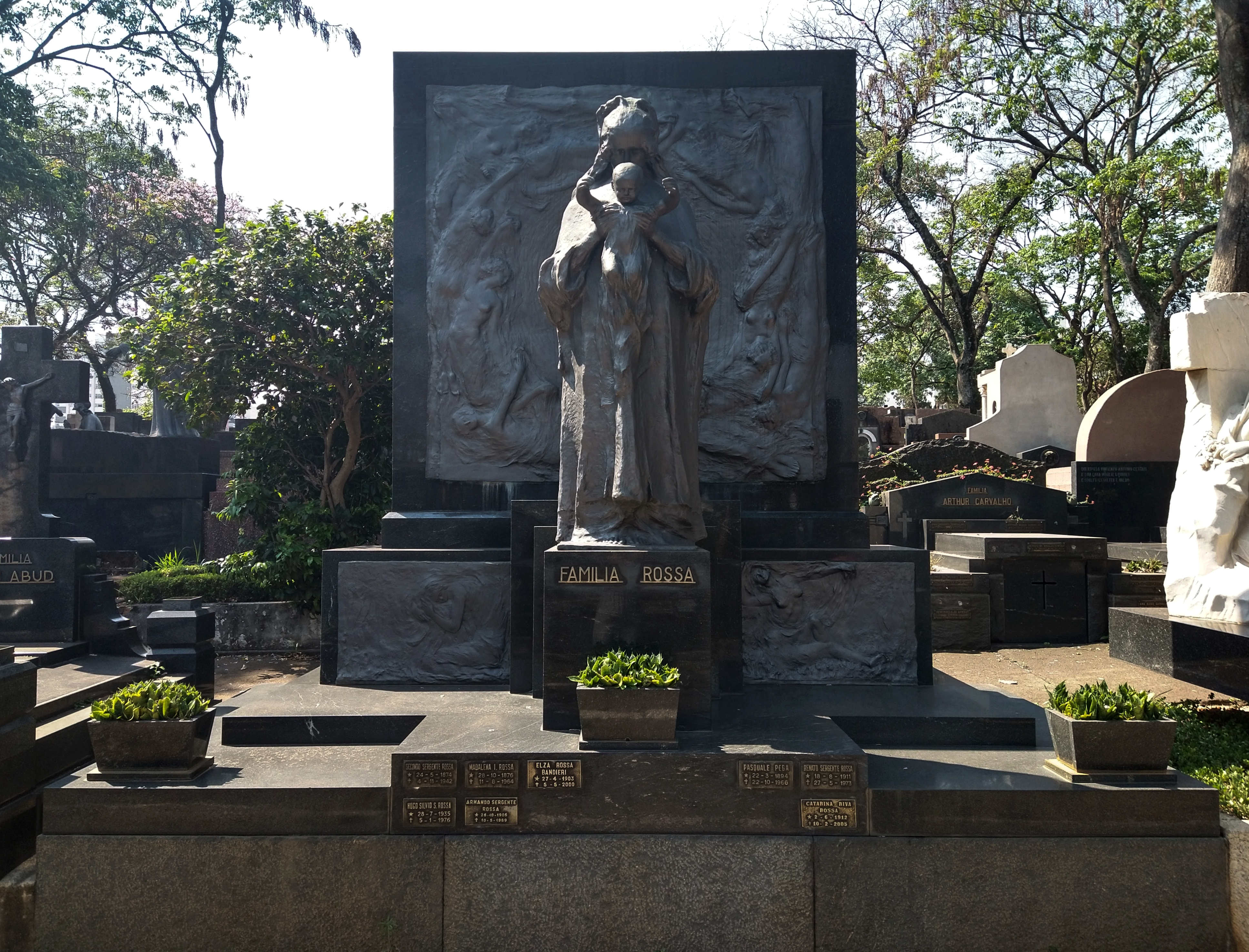
Monumento della Famiglia Rossa (1942) - Cimitero San Paolo
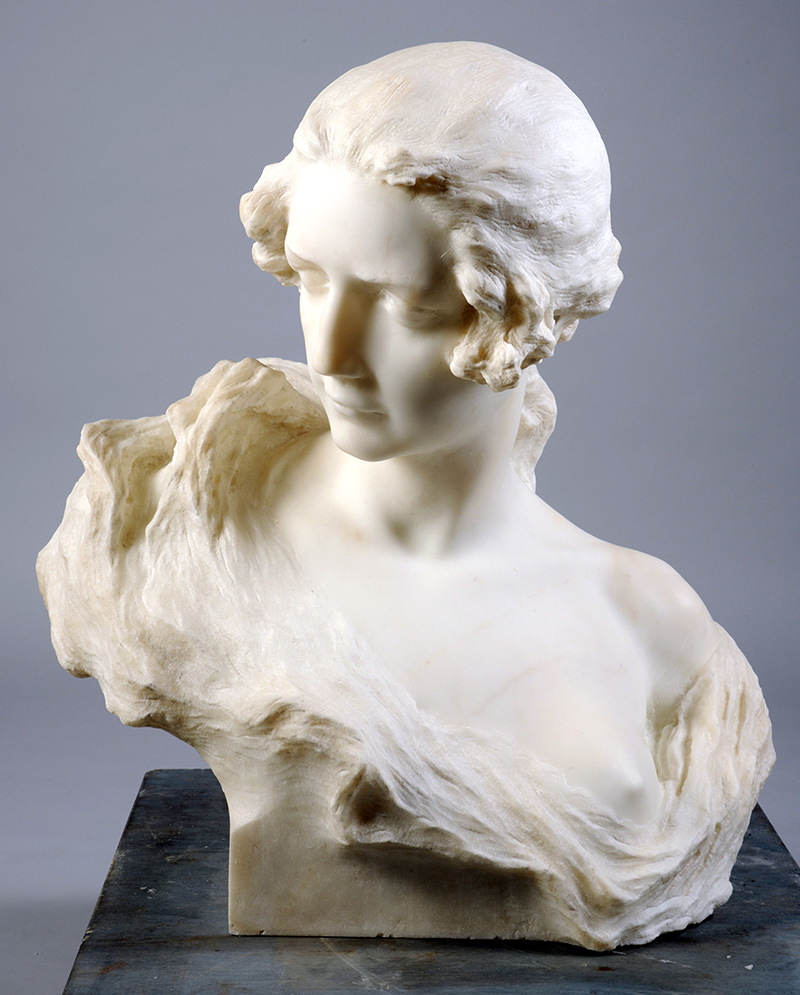
Busto femminile (c.1907-1925) - Palazzo Mazzetti
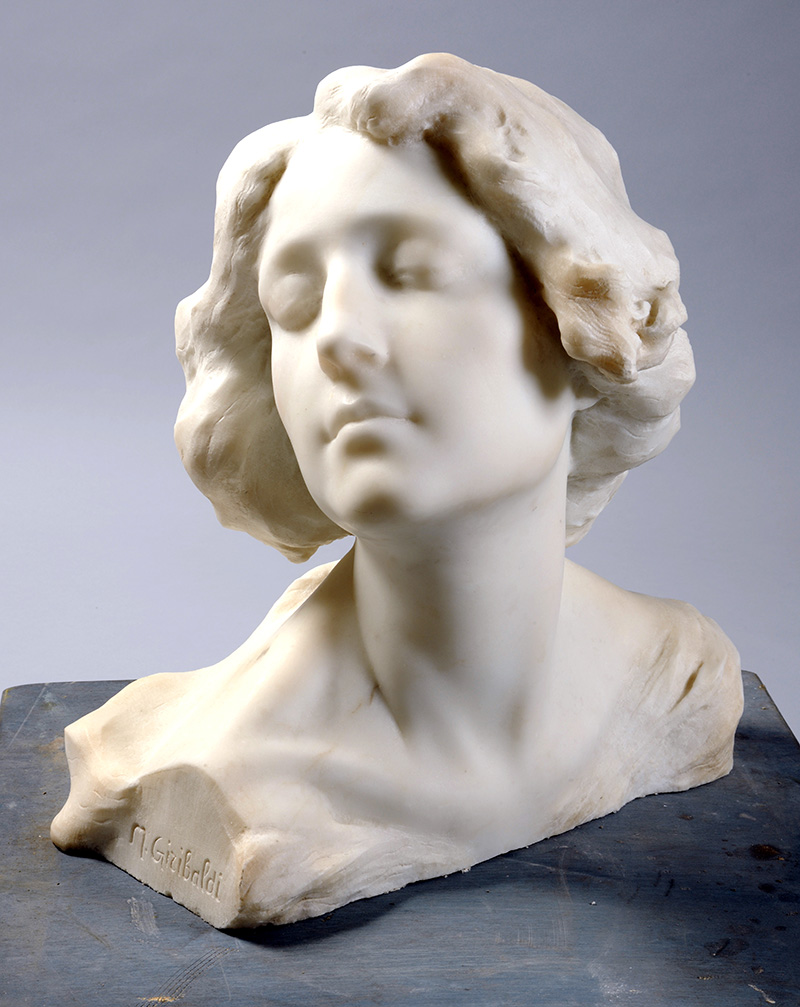
Busto femminile (c.1907-1925) - Palazzo Mazzetti
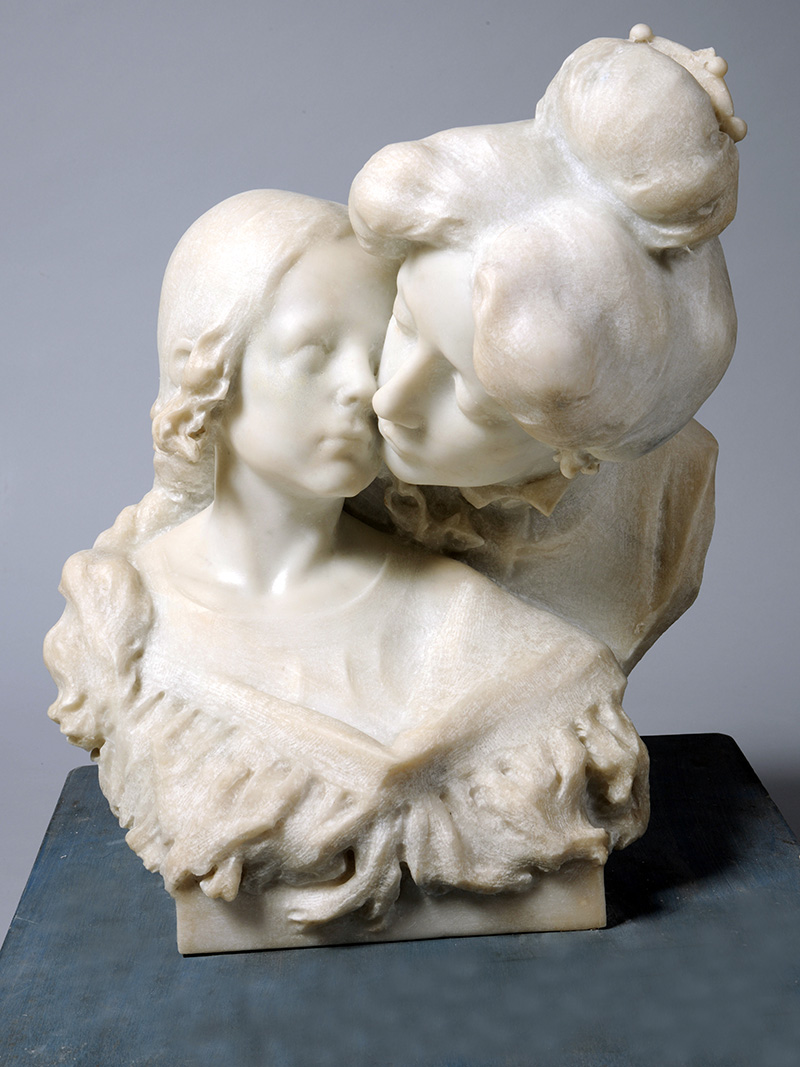
Madre che bacia la figlia (c.1907-1925) - Palazzo Mazzetti
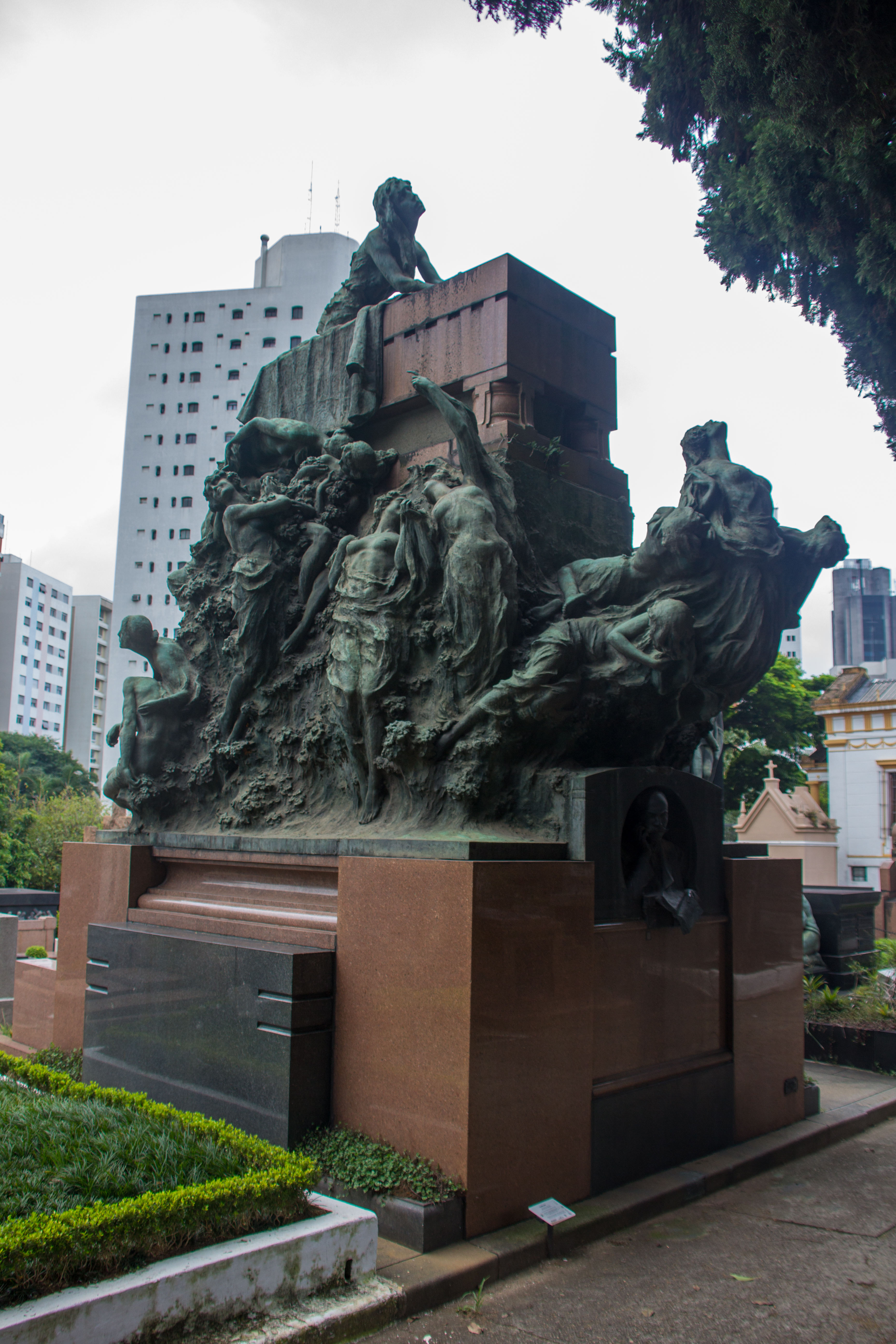
Monumento della Famiglia Jafet (1925-1932) - Cimitero della Consolazione (San Paolo/Brasile)
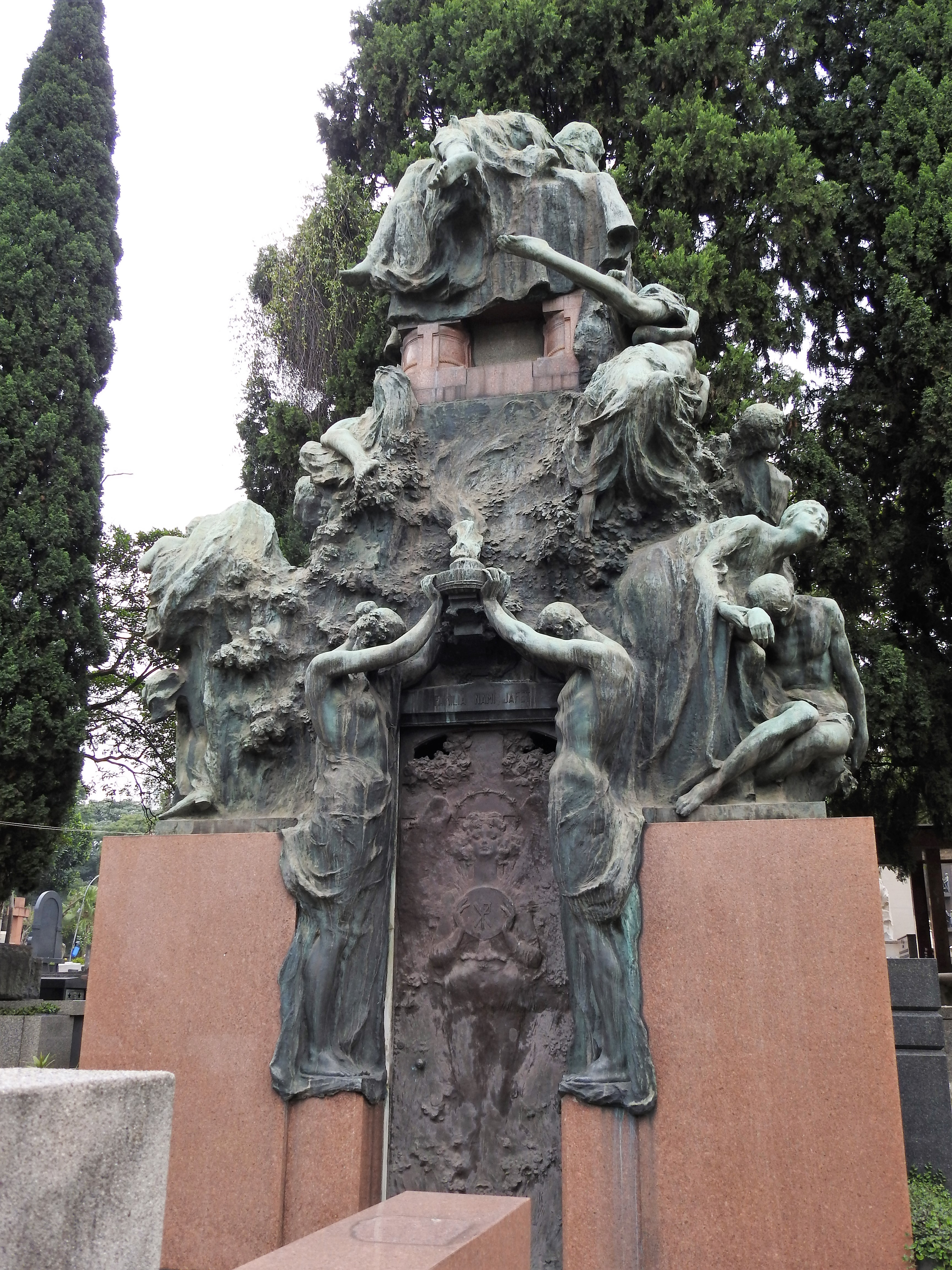
Monumento della Famiglia Jafet (1925-1932) - Cimitero della Consolazione (San Paolo/Brasile)
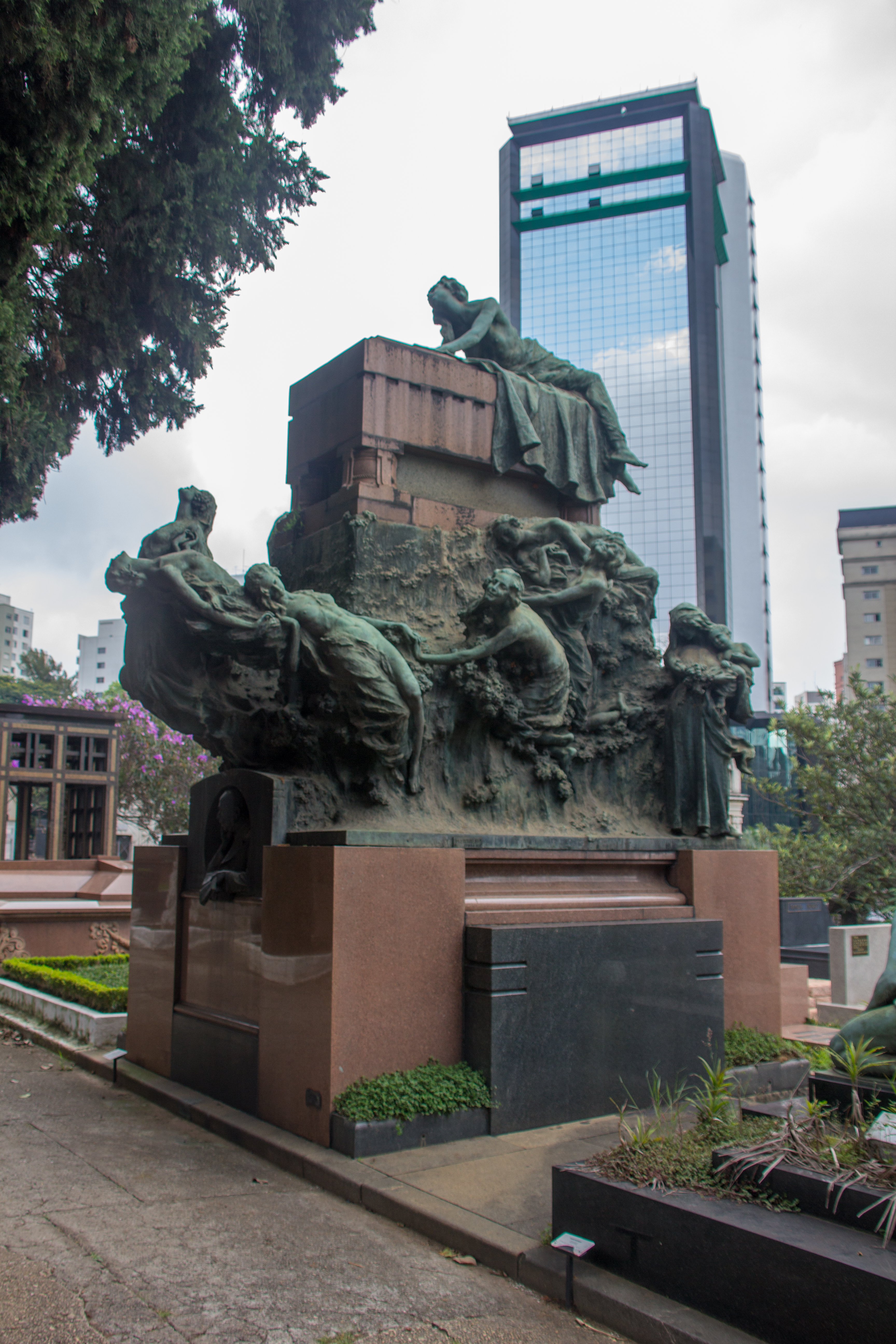
Monumento della Famiglia Jafet (1925-1932) - Cimitero della Consolazione (San Paolo/Brasile)
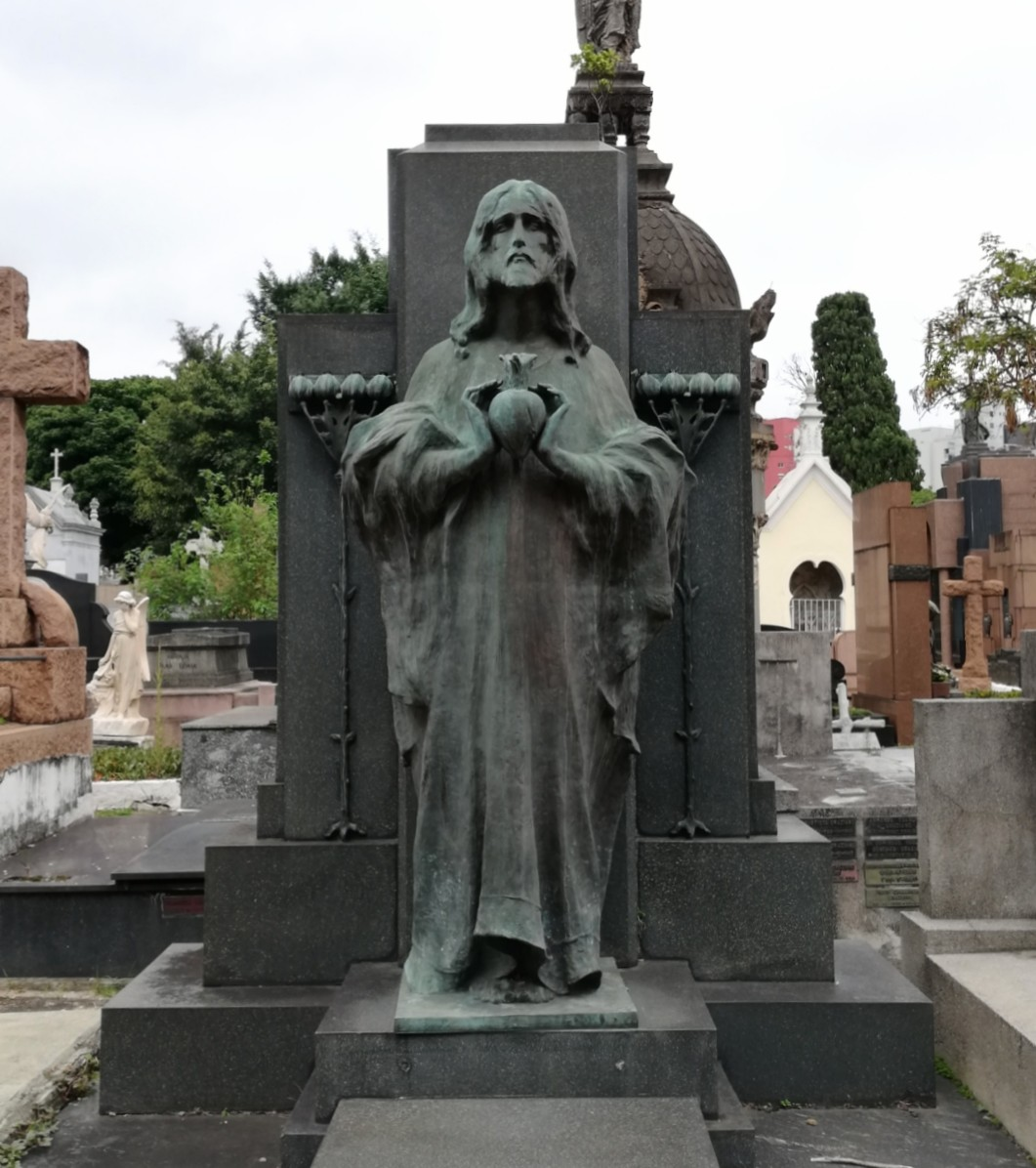
Tomba Vergueiro Rudge (1931) - Cimitero della Consolazione (San Paolo/Brasile)
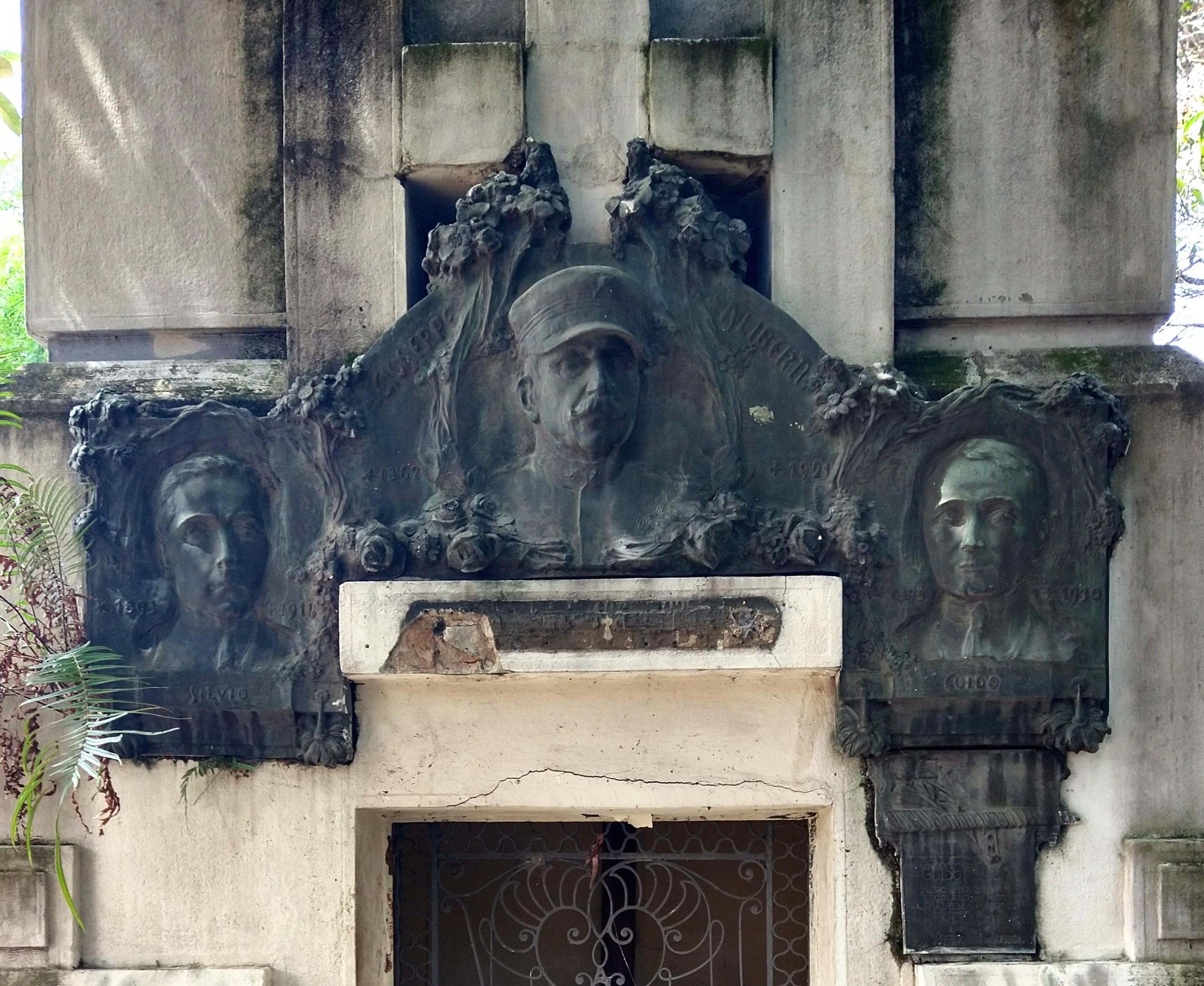
Targa funeraria Aliberti - Cimitero del Araçá (San Paolo/Brasile)
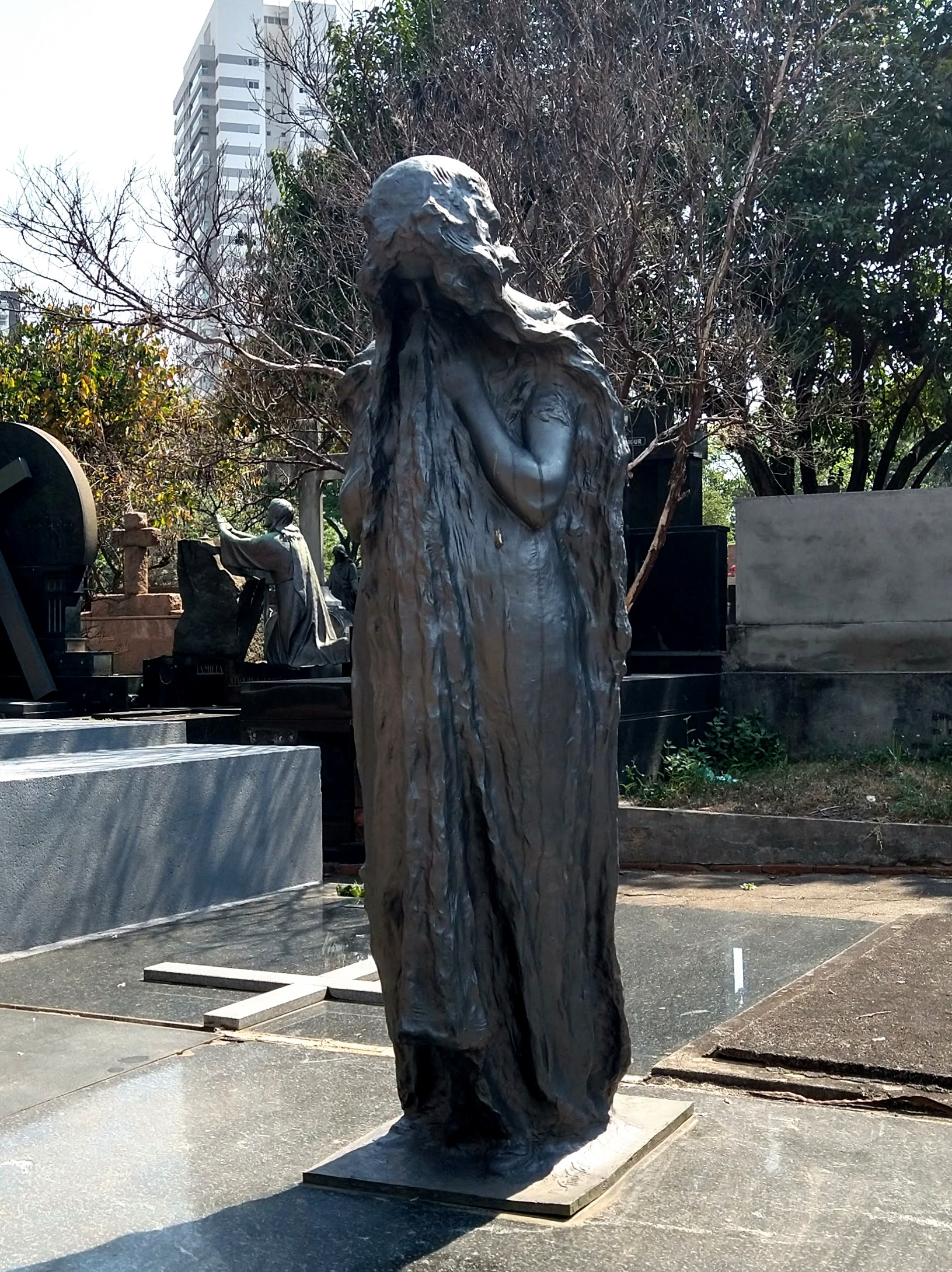
Tomba Carlo Mauro (1938) - Cimitero San Paolo
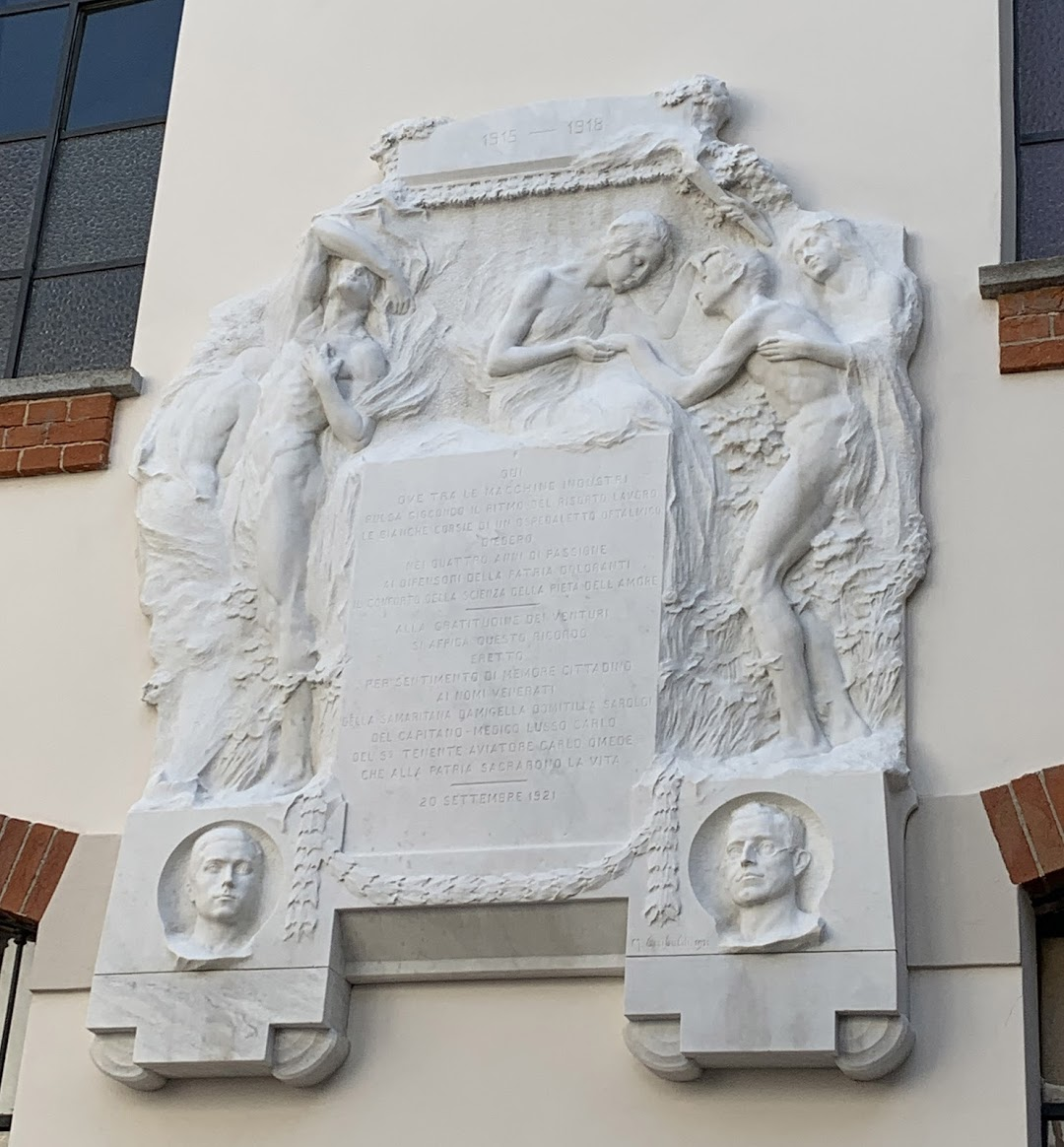
Lapide Saroldi-Lusso-Omedè (1921)
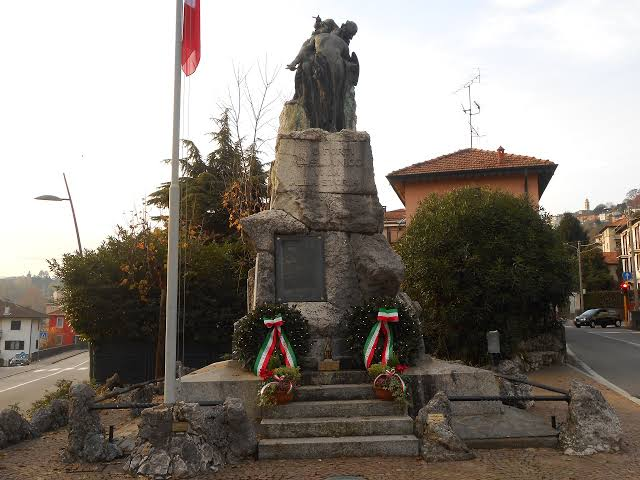
Monumento ai Caduti di Maslianico (1922)
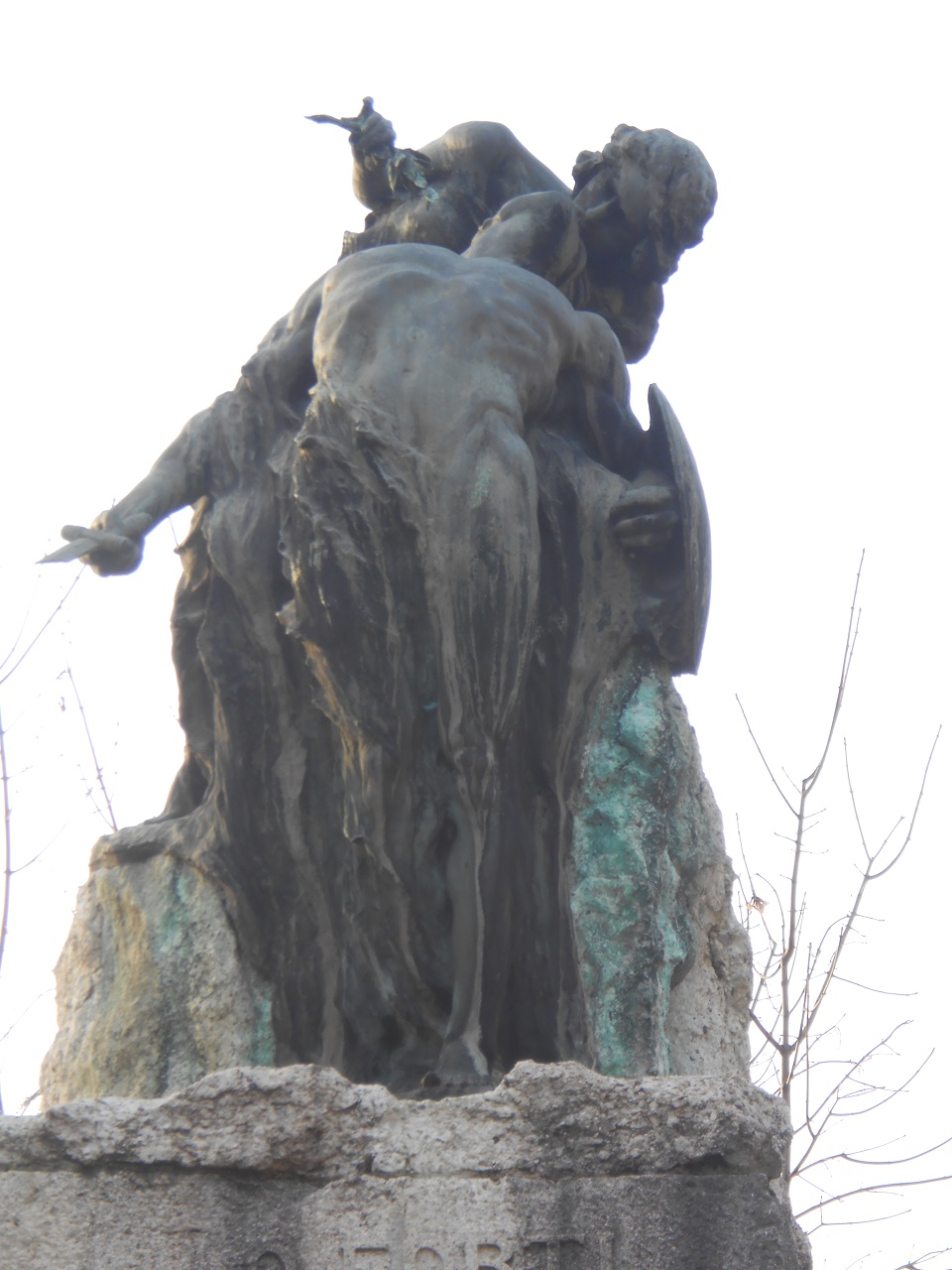
Monumento ai Caduti di Maslianico (1922)
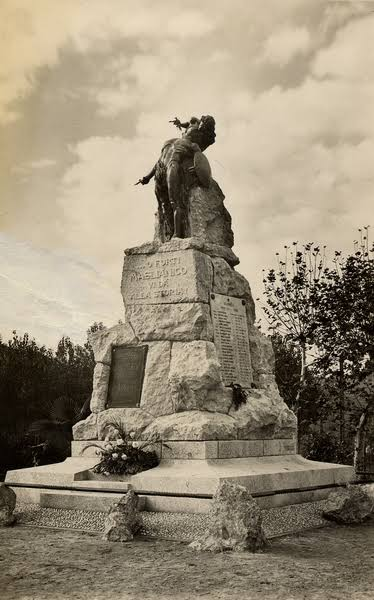
Monumento ai Caduti di Maslianico (1922)
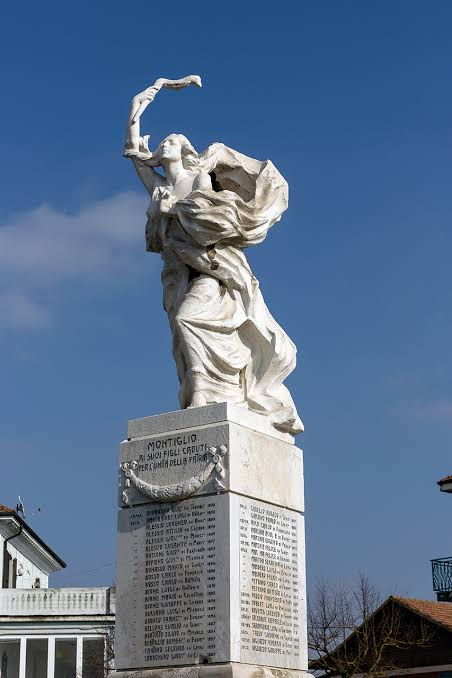
Monumento ai Caduti di Montiglio (1923)
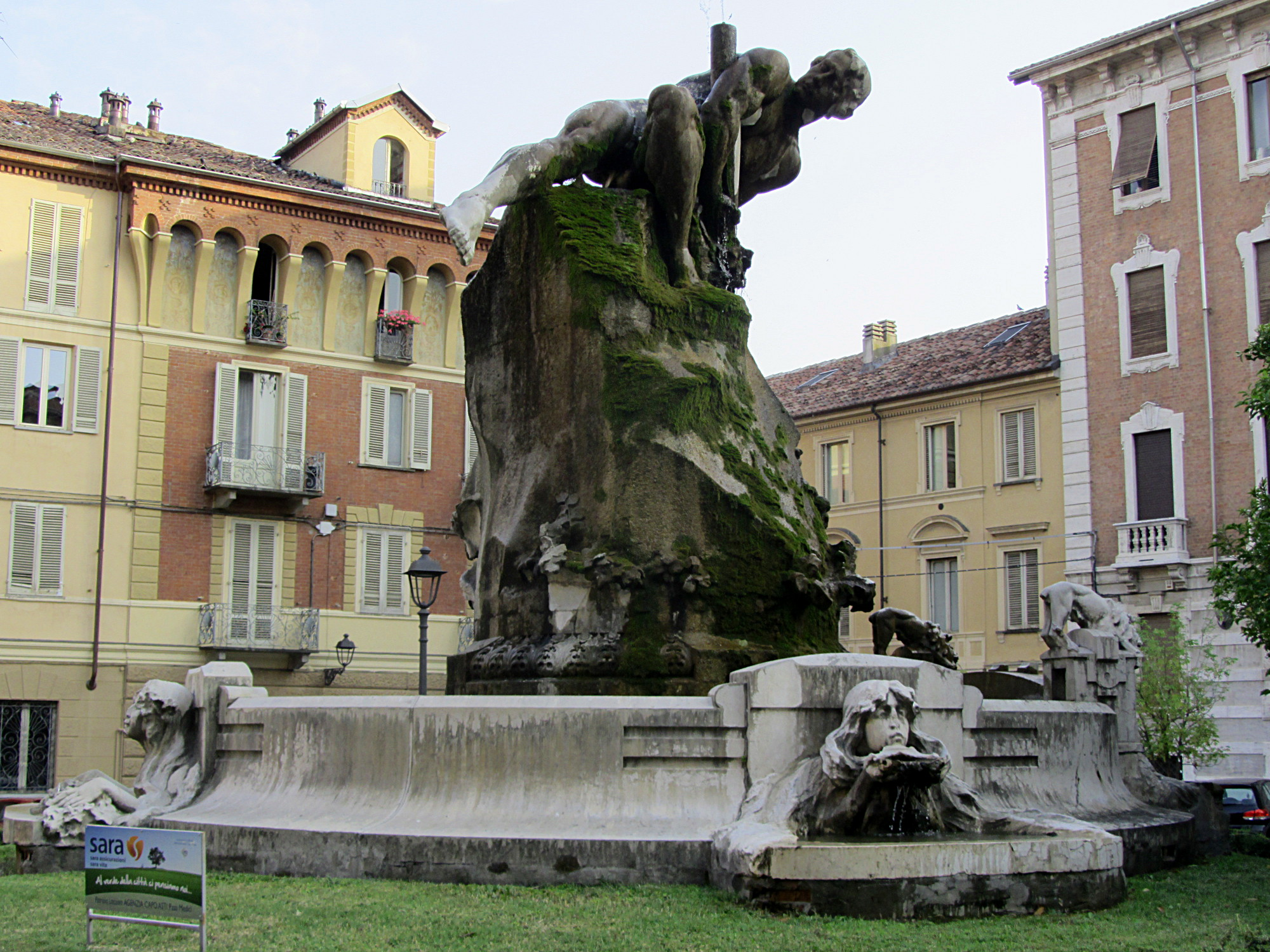
Fontana Monumentale Medici (1908) - Asti
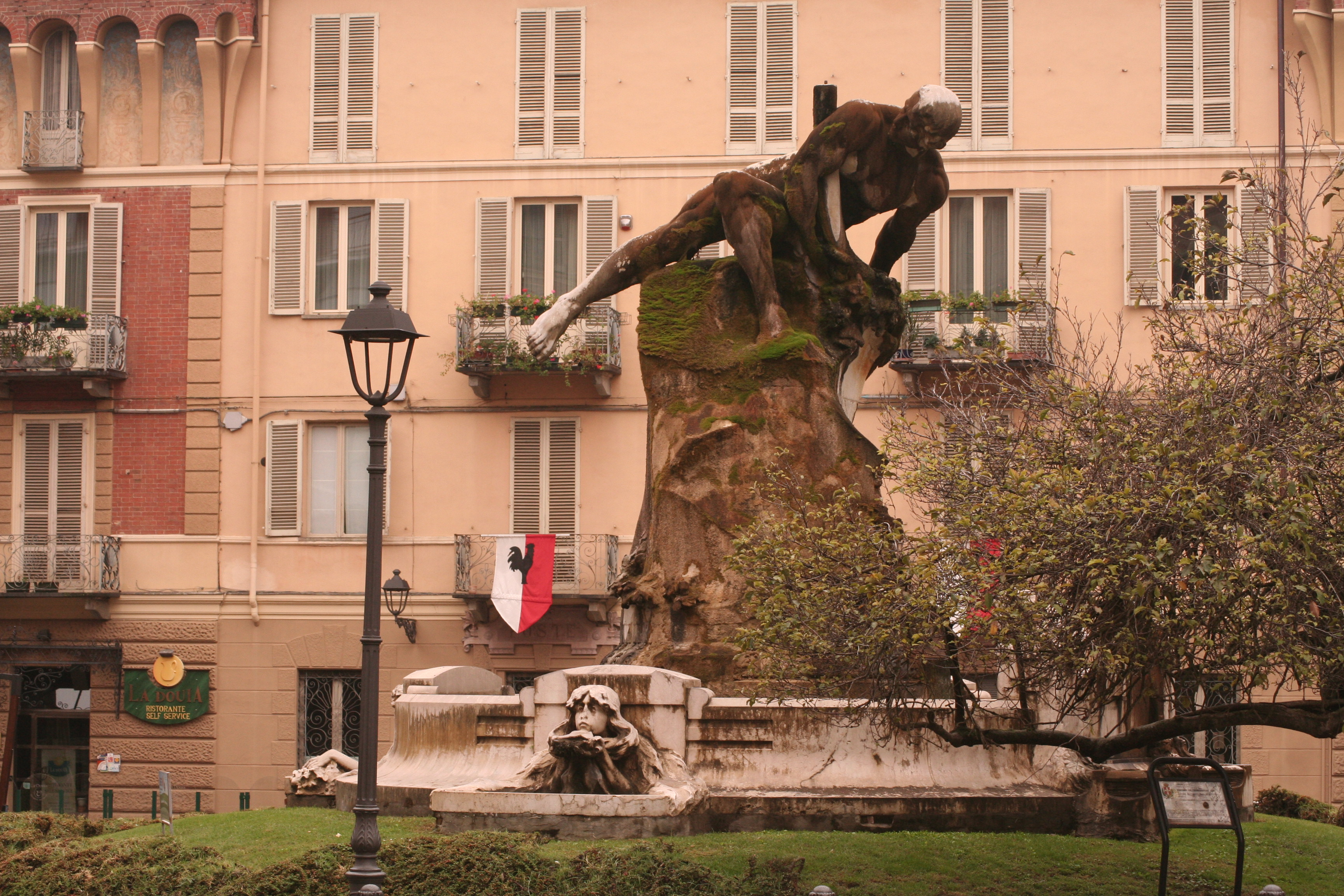
Fontana Monumentale Medici (1908) - Asti
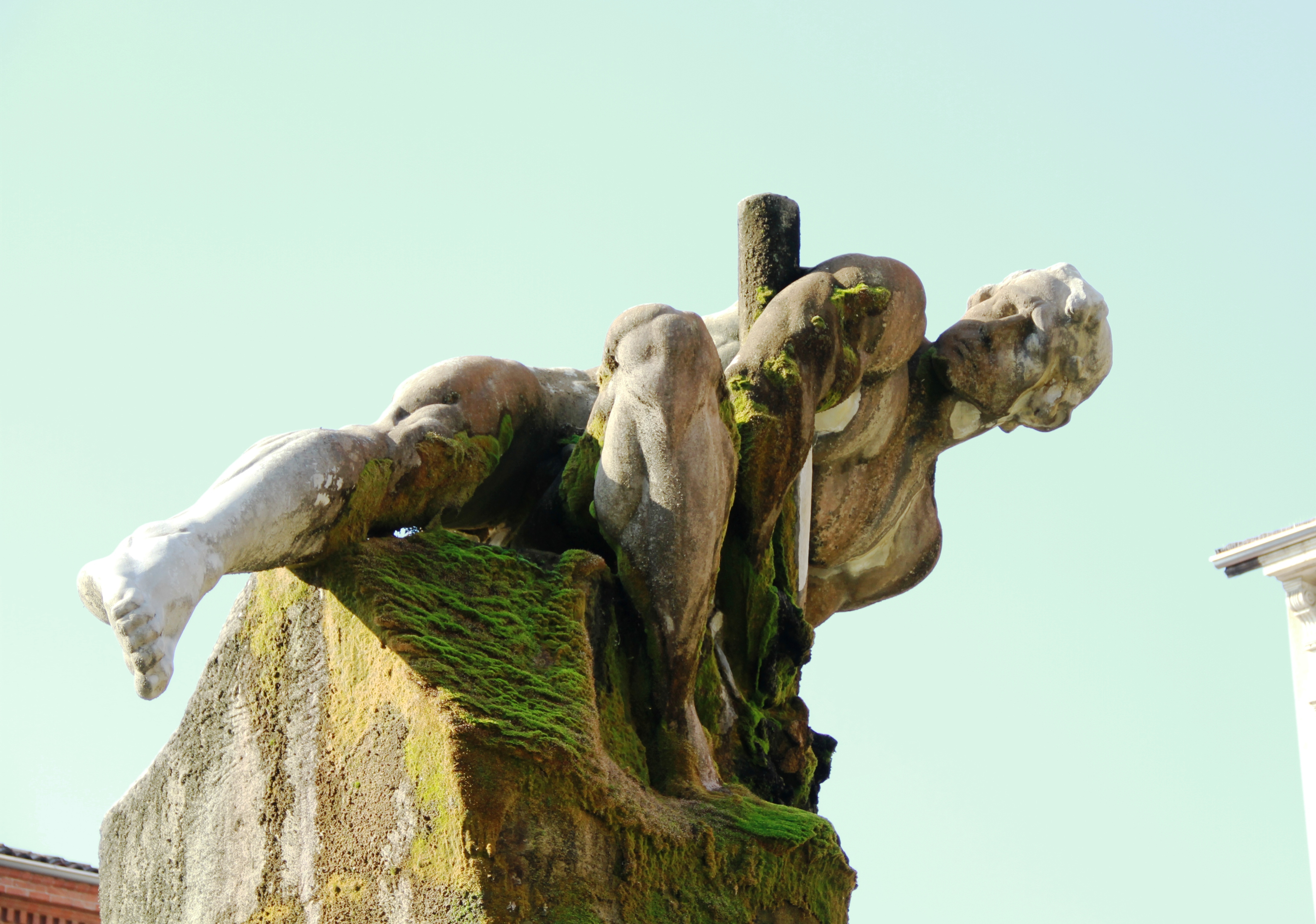
Fontana Monumentale Medici (1908) - Asti
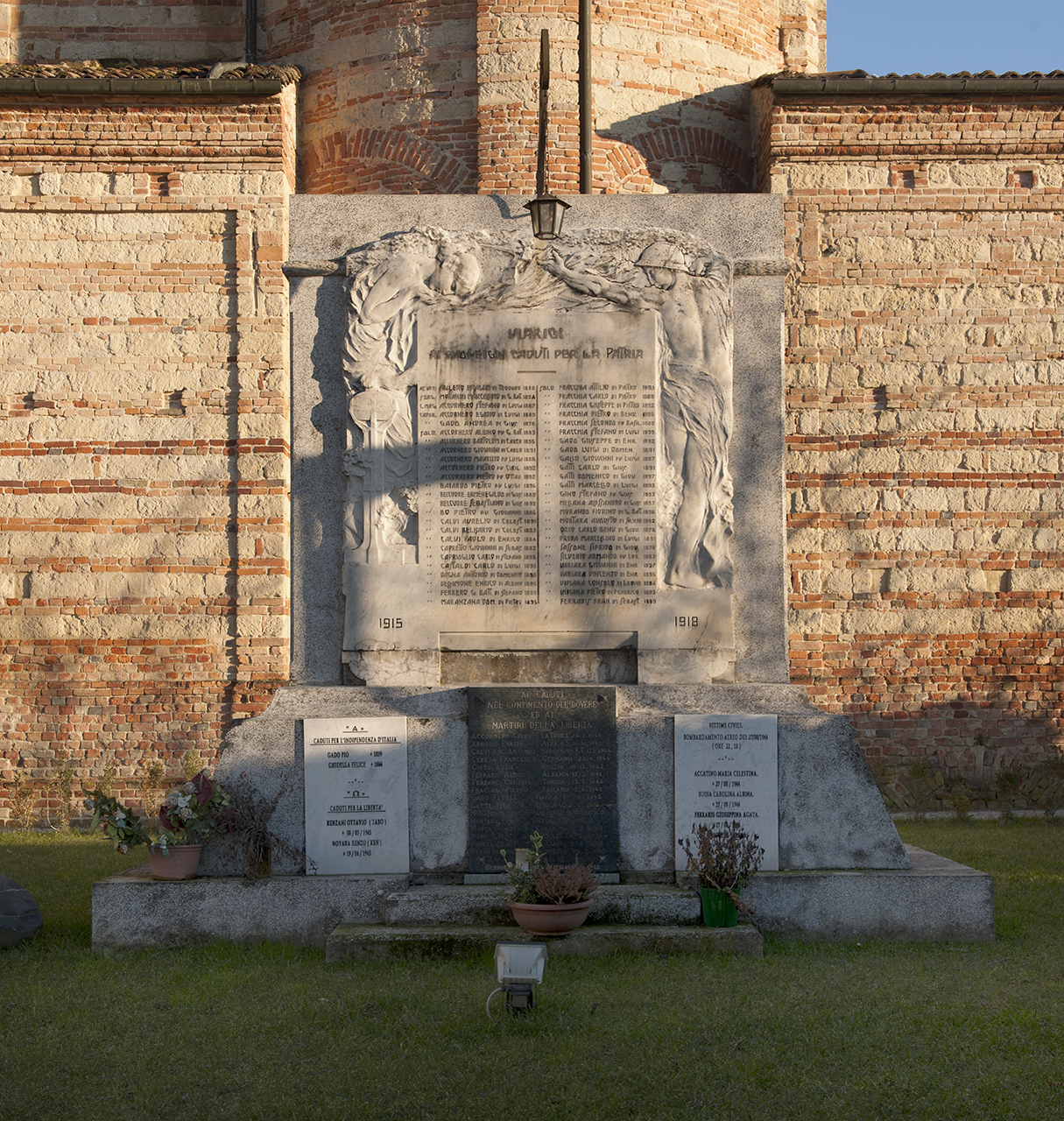
Monumento ai Caduti di Viarigi (1924)